# Ormont-Dessous
Pour les articles homonymes, voir Ormont.
Ormont-Dessous est une commune suisse du canton de Vaud, située dans le district d'Aigle. Elle regroupe les localités suivantes : Le Sépey, Cergnat, La Forclaz, La Comballaz, Les Voëttes et Les Mosses.

## Géographie

### Situation

Vue aérienne par Walter Mittelholzer (1919).

Le territoire d'Ormont-Dessous s'étend sur 64,07 km2. Lors du relevé de 2013-2018, les surfaces d'habitations et d'infrastructures représentaient 3,7 % de sa superficie, les surfaces agricoles 38,4 %, les surfaces boisées 45,8 % et les surfaces improductives 12,1 %.
La commune, dont le Mont d'Or est le point central, est entourée du Pic Chaussy (2351 m) et du Chamossaire (2116 m). Une partie du lac de l'Hongrin se trouve sur son territoire.
Ormont-Dessous est traversée par la Grande Eau dont la source se situe sur la commune d'Ormont-Dessus. Sur la commune se situe aussi le glissement de terrain La Frasse.

### Transports
La commune d'Ormont-Dessous est desservie tous les jours par les lignes de bus CarPostal Le Sepey - Leysin, Le Sepey - La Forclaz, Le Sepey - Col des Mosses, et la ligne de train ASD des TPC.

## Histoire
Ormont-Dessous est mentionnée en 1564 sous le nom de Bas-Ormont. Son ancien nom allemand est Ormund. Les plus anciens habitats permanents sont situés au Sépey, à La Forclaz et à Cergnat où se dresse l'église paroissiale dédiée à saint Maurice (attestée en 1279). Au début du XIVe siècle, Aymon de Pontverre édifia un château sur le promontoire d'Aigremont, château détruit en 1475 après être passé en 1425 aux Gruyère (cf. Antoine). Sous l'Ancien Régime, Ormont-Dessous, intégré au mandement des Ormonts du gouvernement d'Aigle (1475-1798), put conserver son droit coutumier, mis par écrit à partir de 1674. La commune était partagée en quatre unités administratives appelées seytes : Le Sépey, Cergnat, La Forclaz et Les Voëttes. La montagne de Perche, que la jeunesse de La Forclaz avait reçue vers 1400, fut exploitée en consortage jusqu'en 1974. Une première auberge ouvrit en 1840 ; une amorce de tourisme thermal se développa à La Comballaz vers 1860. Le tourisme d'hiver se développa aux Mosses avec une « funiluge » en 1938 et un téléski en 1951. Ormont-Dessous est une commune agricole et sylvicole (42 exploitations en 2008). En 2005, le secteur primaire offrait 39 % des emplois, le tertiaire près de 46 %, essentiellement liés au tourisme.

## Population

### Gentilés et surnoms
Les habitants de la commune se nomment les Ormonans (Ormonanches au féminin).
Ils sont surnommés les Peck-à-Batz (les pique-batz en patois vaudois, initialement surnom des habitants du Sépey, peut-être en raison du péage qu'ils imposaient à ceux qui traversaient la vallée), et les Vouéterins, soit les voituriers.
Les habitants de la localité de Cergnat se nomment les Cergnatés ; ceux de la localité de la Comballaz, les Comballerains.

### Démographie

#### Évolution de la population
Ormont-Dessous compte 1 175 habitants au 31 décembre 2022 pour une densité de population de 18 hab/km2. Sur la période 2010-2019, sa population a augmenté de 11,9 % (canton : 12,9 % ; Suisse : 9,4 %).  

#### Pyramide des âges
En 2020, le taux de personnes de moins de 30 ans s'élève à 28,6 %, au-dessous de la valeur cantonale (35 %). Le taux de personnes de plus de 60 ans est quant à lui de 28,1 %, alors qu'il est de 21,9 % au niveau cantonal.
La même année, la commune compte 580 hommes pour 602 femmes, soit un taux de 49,1 % d'hommes, similaire à celui du canton (49,1 %).
| Hommes | Classe d’âge | Femmes |
| ------ | ------------ | ------ |
| 0,3    | 90 ans ou +  | 1,3    |
| 6,6    | 75 à 89 ans  | 8,5    |
| 20,5   | 60 à 74 ans  | 18,9   |
| 24,1   | 45 à 59 ans  | 22,4   |
| 20,3   | 30 à 44 ans  | 19,9   |
| 12,4   | 15 à 29 ans  | 14,0   |
| 15,7   | - de 14 ans  | 15,0   |

| Hommes | Classe d’âge | Femmes |
| ------ | ------------ | ------ |
| 0,5    | 90 ans ou +  | 1,4    |
| 6,1    | 75 à 89 ans  | 8,2    |
| 13,3   | 60 à 74 ans  | 14,3   |
| 21,5   | 45 à 59 ans  | 21,2   |
| 22,0   | 30 à 44 ans  | 21,4   |
| 19,6   | 15 à 29 ans  | 18,0   |
| 16,9   | - de 14 ans  | 15,5   |

## Patrimoine bâti
Le pont des Planches, qui traverse la Grande Eau, est inscrit comme bien culturel suisse d'importance nationale.